# Guerre radiologique

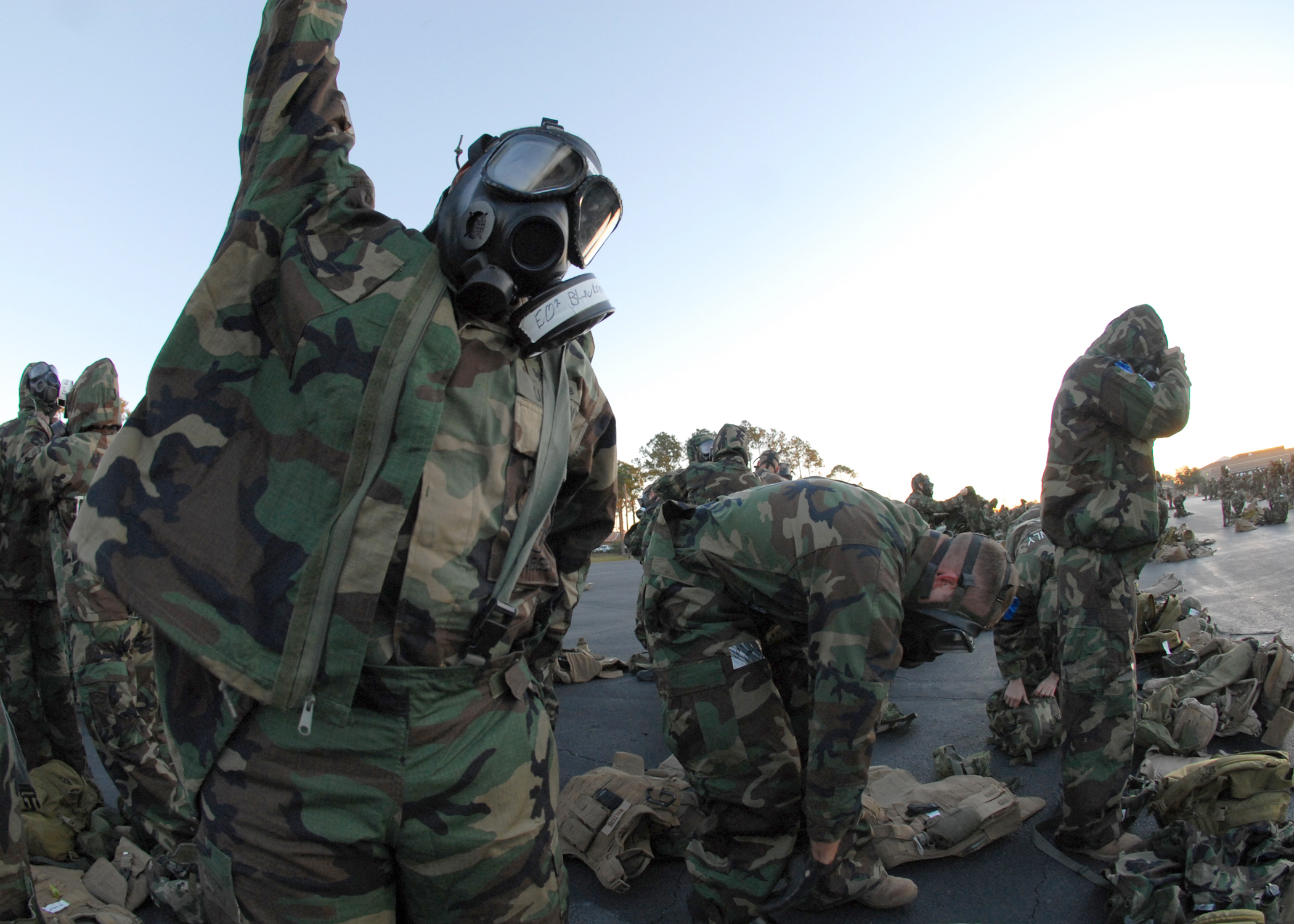
Un exercice de guerre chimique, biologique et radiologique.

Une guerre radiologique est un conflit armé où des matériaux radioactifs sont délibérément utilisés afin d'empoisonner ou de contaminer une zone.
Les armes radiologiques sont en général catégorisées comme des armes de destruction massive (ADM) même si les armes radiologiques peuvent cibler des personnalités individuelles, comme dans le cas d'Alexandre Litvinenko, que le FSB a empoisonné par des radiations avec du polonium 210.
De nombreux pays ont montré leur intérêt envers des programmes d'armes radiologiques ; plusieurs ont mené à bien ces programmes et trois ont entrepris des tests d'armes radiologiques.

## Bombes salées
Une bombe salée est une arme nucléaire dotée d'importantes quantités de produits salés métalliques, inertes sur le plan radiologique. Les produits de guerre radiologique sont issus de la capture neutronique par les matières salées de la radiation neutronique émise par l'arme nucléaire. Ce procédé évite les problèmes de stockage relatifs aux matériaux hautement radioactifs. Ce type d'arme produit des retombées radioactives plus intenses que les armes nucléaires classiques : les bombes radiologiques peuvent rendre une zone impropre à l'habitation sur une longue durée.
La bombe au cobalt est un exemple d'arme se prêtant à la guerre radiologique, car le cobalt 59 est converti en cobalt 60 par capture neutronique. Initialement, les rayons gamma issus des produits de fission d'une bombe (en supposant que la quantité de particules de poussière radioactive générée seraient équivalentes) sont nettement plus intenses que le cobalt-60 : 15 000 fois plus intenses sur une heure, 35 fois plus sur une semaine, cinq fois plus sur un mois, et équivalents sur six mois. Puis la fission décroît à toute vitesse, et les retombées du cobalt-60 sont huit fois plus intenses que celles issues de la fission sur un an et 150 fois plus intenses sur cinq ans.
D'autres modèles ont examiné des variantes de bombes salées qui ne sont pas composées de cobalt,. Par exemple, le salage du sodium-24 (en) : en raison de sa demi-vie de 15 heures, il provoque d'intenses radiations,.

## Explosions nucléaires en surface
Une explosion aérienne (en) est recherchée si les effets du rayonnement thermique et de l'onde de souffle (en) doivent être maximaux. Les armes nucléaires, tant à fission qu'à fusion, contaminent le site de la détonation avec des radiations neutroniques, ce qui entraîne l'activation neutronique des matériaux. Les bombes à fissions contribuent également aux résidus issus de la bombe. En faisant éclater ces bombes au niveau de la surface ou au-dessus, le sol est pulvérisé, il devient radioactif et, lorsqu'il refroidit et se condense en particules, il engendre d'importantes retombées radioactives.

## Dispositifs de dispersion
Par rapport aux armes radiologiques citées ci-dessus, il existe une version très simplifiée : la « bombe sale » ou « dispositif radiologique de dispersion », dont l'objectif est de répandre des poussières radioactives sur une zone. La libération des matières radioactives peut se passer d'une « arme » particulière ou d'une force associées, comme une explosion, et n'entraîner aucune mort directe ; toutefois, la bombe sale peut rendre inutilisables des zones ou infrastructures entières. Les particules radioactives peuvent être diffusées lentement sur une secteur étendu et les victimes risquent de mettre du temps à prendre conscience qu'une attaque radiologique est en cours, surtout en l'absence d'appareils de détection de la radioactivité (en).
La guerre radiologique au moyen de bombes sales peut être présente à des fins de terrorisme pour semer ou renforcer la terreur. Concernant ces armes, les États-nations peuvent aussi propager des rumeurs et des désinformations pour inspirer la panique.